# 沈黙のステルス
『沈黙のステルス』（ちんもくのステルス、原題: Flight of Fury）は、2007年のアメリカ合衆国のアクション映画。監督はミヒャエル・ケウシュ、製作・脚本・主演をスティーヴン・セガールがつとめた。スティーヴン・セガール主演の"沈黙シリーズ"の第13作目である。

## キャスト
ジョン・サンズ
演 - スティーヴン・セガール、声 - 大塚明夫
ラッチャー大佐
演 - スティーヴ・トゥーサント、声 - 相沢正輝
バーンズ大将
演 - アンガス・マッキネス、声 - 糸博
ジェシカ
演 - シエラ・ペイトン、声 - 浅野まゆみ
ロジャー
演 - アルキ・デヴィッド、声 - 西凛太朗
ペンドルトン司令長官
演 - ティム・ウッドワード、声 - 塾一久
ジャニック大尉
演 - マーク・ベイズリー、声 - 小西克幸
その他の声優
浦山迅、藤原美央子、中村浩太郎、溝邉祐子、木下紗華、小松史法、佐藤美一、櫛田泰道、間宮康弘、安斉一博、堀越省之助、安田将吾

## スタッフ
- 監督：ミヒャエル・ケウシュ
- 製作：スティーヴン・セガール、ピエール・スペングラー
- 製作総指揮：フィリップ・B・ゴールドファイン、ブルーノ・ホーフラー
- 脚本：スティーヴン・セガール、ジョー・ハルピン
- 撮影：ジェフリー・ホール
- 音楽：バリー・テイラー
- 編集：ジョナサン・ブレイリー

### 日本語吹き替え版
- 演出：鍛治谷功
- 翻訳：久保喜昭
- 制作：グロービジョン